# Upplands runinskrifter 716
Upplands runinskrifter 716 är en vikingatida runsten av ljus granit i Viggeby, Lillkyrka socken och Enköpings kommun. På den högra smalsidan av stenen finns ett rundjur. Runstenen är 2 meter hög och 0,80 meter bred. Runhöjden är 8-9 centimeter.

## Inskriften
Translitterering av runraden:
· bruni : lit : resa : auk : ari stin : þina : yftiʀ : kuþ:fast : faþur : bruna : auk ari : yftiʀ · buanta sin
Normalisering till runsvenska:
Bruni let ræisa ok Ari(?)/Arnvi(?) stæin þenna æftiʀ Guðfast, faður Bruna, ok Ari(?)/Arnvi(?) æftiʀ boanda sinn.
Översättning till nusvenska:
Brune lät resa och Are(?) denna sten efter Gudfast, Brunes fader, och Are(?) efter sin man.